# Lapidosella ostroumovi
Lapidosella ostroumovi is een mosdiertjessoort uit de familie van de Electridae. De wetenschappelijke naam van de soort is voor het eerst geldig gepubliceerd in 2010 door Gontar.